# Klaudia Kardasz
Klaudia Kardasz (2 de mayo de 1996) es una deportista de Polonia que compite en atletismo. Ganó una medalla de bronce en el Campeonato Europeo de Atletismo por Equipos de 2021, en la prueba de lanzamiento de peso.